# Pedro de Perea
Pedro de Perea (n. ???, Andalucía, España-m. 4 de octubre de 1644, San Felipe y Santiago de Sinaloa, Nueva España) fue un español general militar y explorador de la Nueva España.
En el año de 1626, Pedro de Perea fue nombrado alcalde mayor de la villa y presidio militar San Felipe y Santiago de Sinaloa con sede en el actual El Fuerte, Sinaloa, sustituyendo a Diego Martínez de Hurdaide.

## Masacre de indígenas
En 1632, el general Perea sometió a grupos indígenas guazapares, guarijíos y chínipas en la zona de la Baja Tarahumara, quienes estaban encabezados por el cacique Cobamai, quien era el líder de los guazapares, ya que estos hicieron un levantamiento violento en contra de los colonizadores y exploradores. Los indígenas provocaron la demolición de las misiones de Nuestra Señora de Varohíos y la de Guadalupe, en el actual estado de Chihuahua, ejecutando a dos padres misioneros; el italiano Julio Pascual y el portugués Manuel Martins, quienes eran residentes, y aparte la ejecución de 15 personas más. Por lo que el general Perea tuvo que realizar una matanza de aproximadamente 800 guazapares y guarijíos para calmar la revuelta.

## Provincia de Nueva Andalucía
En 1636, el virrey de la Nueva España duque de Escalona, le otorga al general Pedro de Perea capitulaciones para que conquiste y pueble una nueva provincia al norte del río Yaqui, la cual ésta la llamó Nueva Andalucía, (territorios actuales del estado mexicano de Sonora y el estado estadounidense de Arizona).

## Destitución de su cargo y muerte
El general muere el 4 de octubre de 1644 mientras tenía el cargo de alcalde mayor de San Felipe y Santiago de Sinaloa. Y no fue destituido de ese cargo oficialmente hasta un año después, el 9 de octubre de 1645, por el gobernador de la Nueva Vizcaya, quien nombró como sucesor a Juan de Peralta, el comandante del Presidio de Sinaloa, quien después fue el segundo gobernador de la Provincia de Sonora y Sinaloa.
| Predecesor: Diego Martínez de Hurdaide | Alcalde mayor de San Felipe y Santiago de Sinaloa 1626-9 de octubre de 1645 | Sucesor: Juan de Peralta |